# Anguigaq
Anguigaq („Lanze“) war eine grönländische Rockband.

## Geschichte
Anguigaq wurde um 1990 in Qaanaaq gegründet und bestand aus den Musikern Mamarut Henson, Aviaq Henson, Thomas Henson, Ilannguaq Jeremiassen und Peter Qaavigaq. 1991 erschien das erste Album Qiviatsiaragdannga. Die Band sang auf Inuktun und galt als „nördlichste Rockband der Welt“. 1996 stieß Henrik Henson zur Band hinzu und die Gruppe gab das zweite Album Qaa Agkerit heraus. Hierfür erhielt Mamarut Henson stellvertretend für die Band 1996 den Koda Award. Anschließend veröffentlichte Anguigaq keine weiteren Alben, trat aber weiterhin auf, beispielsweise bei einem ausverkauften Konzert im Katuaq in Nuuk 2016.

## Diskografie
- 1991: Qiviatsiaragdannga
  - Qihuup Aqautaa
  - Iverpalunneq
  - Ajornalaalung' Blues
  - Naasuutikka
  - Hunat Tamarmik
  - Ihiileraangakkit
  - Thule-toqaq
  - Qiviatsiaragdannga
  - Inuuhugduuhutit
  - Assilissatut Uninngavoq
- 1996: Qaa Agkerit
  - Inuunera
  - Qaa Agkerit Maaneeqatitigut
  - Ihiinngigdunga
  - Takorlooruk
  - Inunngoravit
  - Oqimangerpunga
  - Naneruutaq Haani Ikuahoq
  - Uperngaleqihoq Nunarraarput
  - Asasaaqqamut
  - Hilarraaq Eriarnarrigdarraangat
  - Ugdoq Naareergduni